# 耶瓦尔
耶瓦尔（Yawal），是印度马哈拉施特拉邦Jalgaon县的一个城镇。总人口31799（2001年）。

## 人口
该地2001年总人口31799人，其中男性16417人，女性15382人；0—6岁人口4476人，其中男2329人，女2147人；识字率66.43%，其中男性为72.98%，女性为59.43%。